# Japanagromyza parvula
Japanagromyza parvula este o specie de muște din genul Japanagromyza, familia Agromyzidae, descrisă de Spencer în anul 1961.
Este endemică în Tanzania. Conform Catalogue of Life specia Japanagromyza parvula nu are subspecii cunoscute.